# 瓦西里·基里延卡
瓦西里·瓦西里耶维奇·基里延卡（1981年6月28日—），白俄罗斯男子自行车运动员，2012年世界公路自行车锦标赛男子计时赛铜牌得主、2015年世界公路自行车锦标赛男子计时赛金牌得主、2016年世界公路自行车锦标赛男子计时赛银牌得主。